# Besittarna
Besittarna är skriven 1977, av Per Anders Fogelström. Handlingen utspelar sig i Stockholm i mitten av 1970-talet.

## Romanfigurerna
Folke Strömberg
Lena Strömberg – gift med Folke
Rickard Borg
Lisbet Borg
Eva Borg – Rickards och Lisbets yngsta dotter 
Gustava Larsson – Rickards mor
Alice Jonsson
Solveig och Roger – ett gift par som är med på safarin i Afrika med Folke och Rickard
Siv – Solveigs lillasyster, är med på safarin i Afrika med Folke och Rickard
Vera – reseledaren på Afrikaresan
Annmari Eriksson
Valter Sjögren – sambo med Annmari
Leif Lind
Marianne – tidigare gift med Krister, vän till Rickard och Lisbet
Krister – tidigare gift med Marianne, Lisbets älskare
Bengt Svensson – änkling efter Iris
Britt – dotter till Bengt och Iris
Martin – son till Bengt och Iris
Kurt – butiksägare, i butiken där Alice arbetar
Åke – Arbetsledare i butiken där Alice arbetar

### Källa
- Fogelström, Per Anders (1977). Besittarna: (medelålder, 1976) : roman. Stockholm: Bonnier. Libris 7145355. ISBN 9100418773